# V3 (motor)

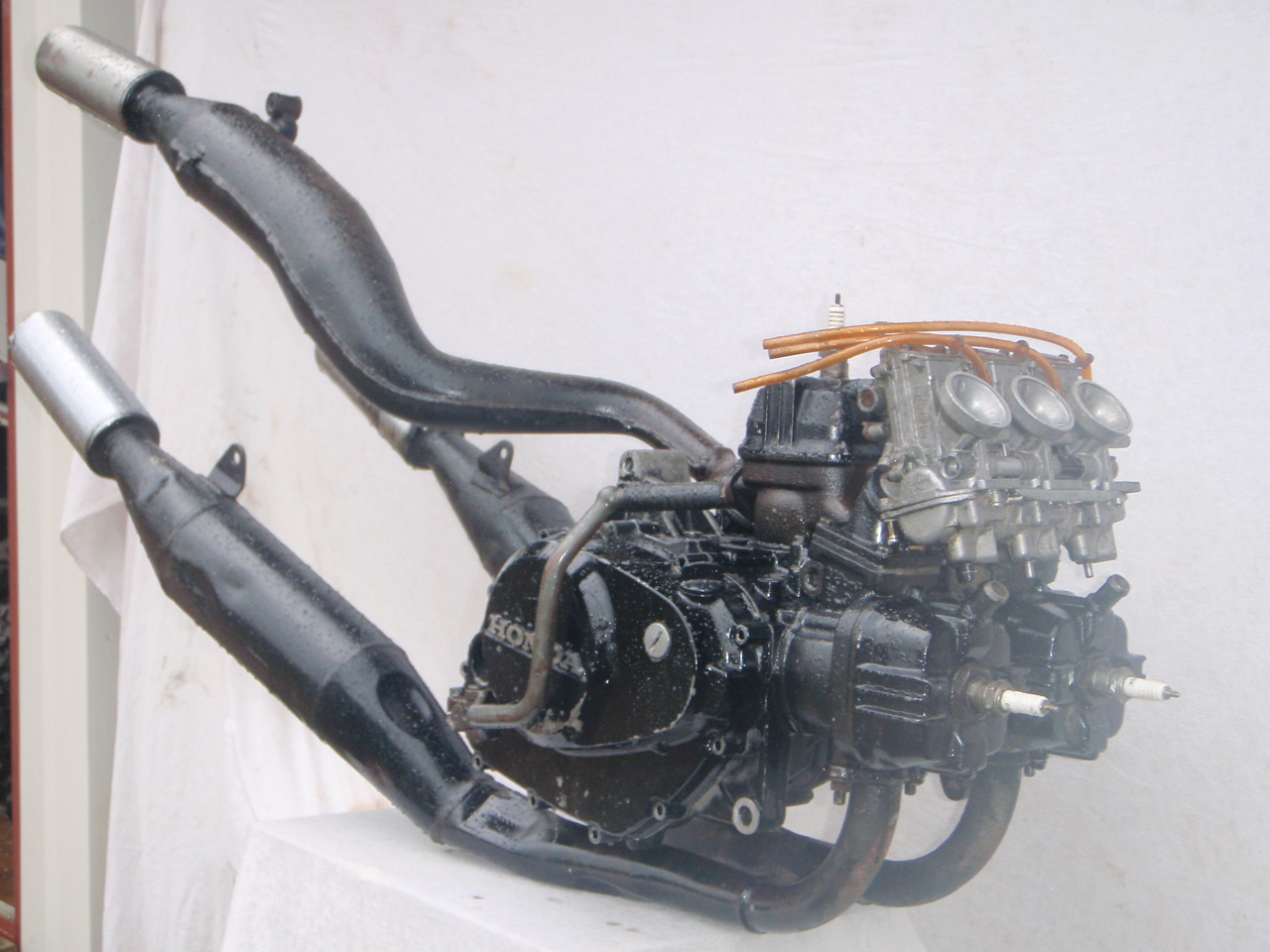
Tvåtaktsmotor i en V3-konfiguration till en Honda MVX250F.

V3 är en 3-cylindrig V-motor med två cylindrar placerade i en cylinderbank, samt en cylinder i den andra cylinderbanken. V3-motorer är ovanliga och används främst i tvåtaktsmotorer som används i motorcyklar.